# Hunworth
Hunworth är en ort i Stody, North Norfolk, Storbritannien. Den ligger i grevskapet Norfolk och riksdelen England, i den sydöstra delen av landet, 170 km nordost om huvudstaden London. Hunworth ligger 27 meter över havet. Hunworth var en civil parish fram till 1935 när blev den en del av Stody. Civil parish hade 173 invånare år 1931. Byn nämndes i Domedagsboken (Domesday Book) år 1086, och kallades då Hunaworda/Huneworda/Huneworde.
Terrängen runt Hunworth är huvudsakligen platt. Hunworth ligger nere i en dal. Runt Hunworth är det ganska tätbefolkat, med 104 invånare per kvadratkilometer. Närmaste större samhälle är Cromer, 16,5 km öster om Hunworth. Trakten runt Hunworth består till största delen av jordbruksmark.